# Иванкова, Ольга Евгеньевна
Ольга Евгеньевна Иванкова (укр. Ольга Євгенівна Іванкова; род. 7 января 1973, Харьков) — украинская легкоатлетка, специалистка по метанию копья. Выступала на профессиональном уровне в 1992—2011 годах, победительница и призёрка ряда крупных международных стартов, многократная чемпионка Украины, участница летних Олимпийских игр в Пекине.

## Биография
Ольга Иванкова родилась 7 января 1973 года в Харькове, Украинская ССР.
Впервые заявила о себе в лёгкой атлетике на международном уровне в сезоне 1992 года, когда вошла в сборную СНГ и выступила в метании копья на юниорском мировом первенстве в Сеуле.
В 1995 году уже в составе украинской сборной стала пятой на Кубке Европы в Лилле.
В 1996 году одержала победу на чемпионате Украины в Киеве, заняла шестое место на Кубке Европы в Мадриде.
В 1997 году вновь выиграла чемпионат Украины в Киеве, была четвёртой на Кубке Европы в Мюнхене.
На Кубке Европы 1998 года в Санкт-Петербурге показала в зачёте метания копья восьмой результат.
В 2000 году отметилась выступлением на Кубке Европы в Гейтсхеде, где заняла итоговое седьмое место.
В 2005 году помимо победы на чемпионате Украины в Киеве стала четвёртой на Кубке Европы во Флоренции, метала копьё на чемпионате мира в Хельсинки.
В 2006 году превзошла всех соперниц на украинском национальном первенстве в Киеве, была шестой на Кубке Европы в Малаге.
На чемпионате мира 2007 года в Осаке установила свой личный рекорд в метании копья (61,68) и в финале закрыла десятку сильнейших.
Благодаря череде успешных выступлений в 2008 году удостоилась права защищать честь страны на летних Олимпийских играх в Пекине — на предварительном квалификационном этапе метнула копьё на 57,05 метра, чего оказалось недостаточно для выхода в финал.
В 2009 году была лучшей на чемпионате Украины в Ялте, выступила на чемпионате мира в Берлине.
Завершила спортивную карьеру по окончании сезона 2011 года.